# Zero Milestone
Koordinaten: 38° 53′ 42,4″ N, 77° 2′ 11,6″ W

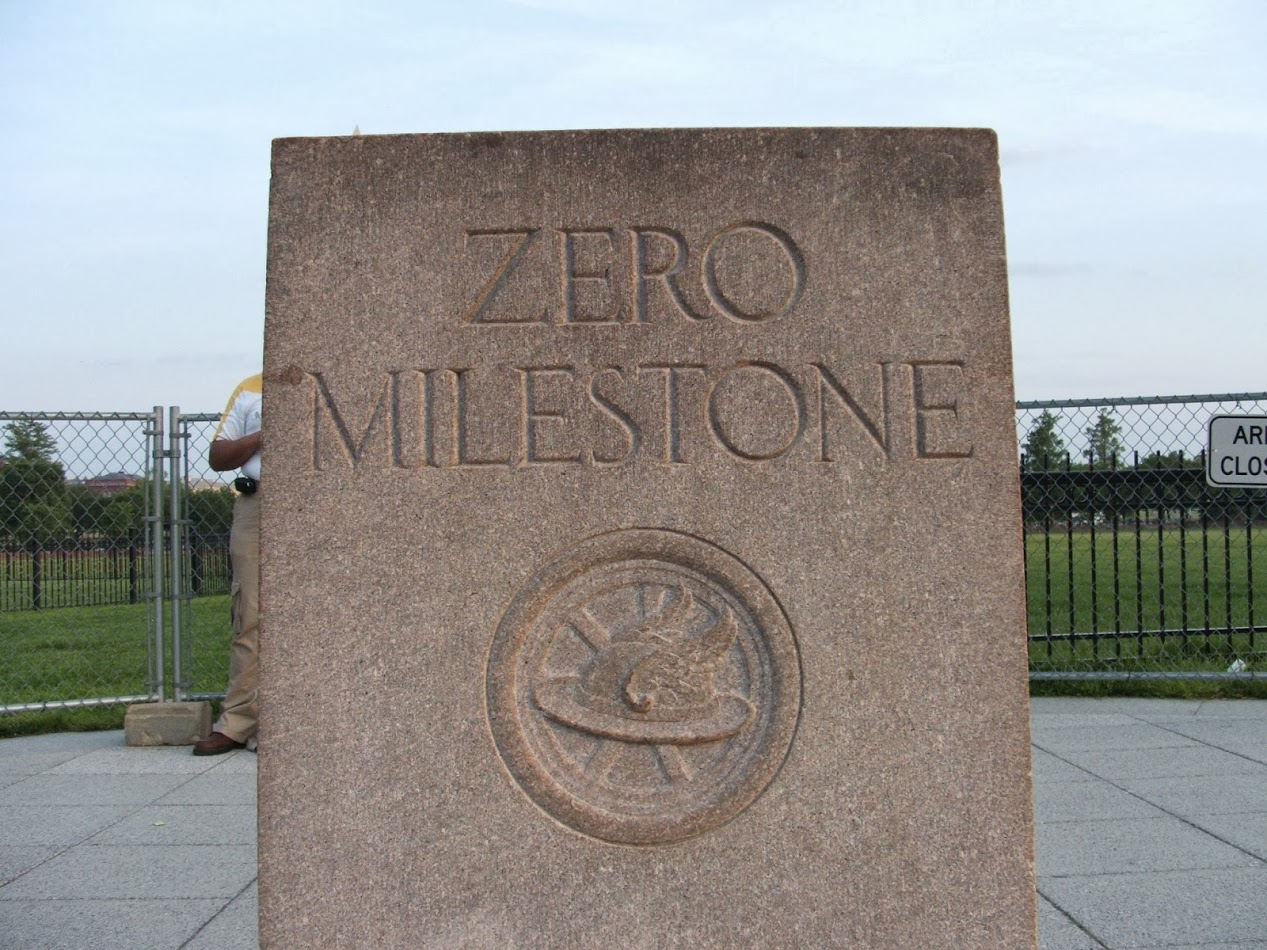
Zero Milestone, Nordseite

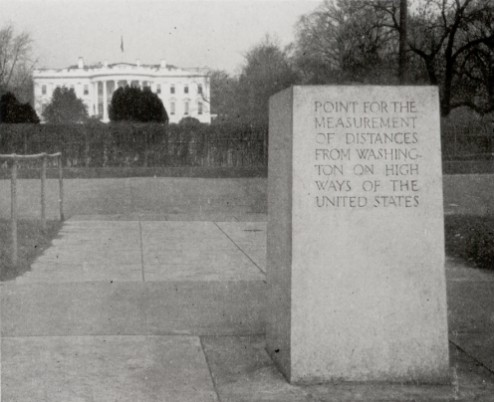
Zero Milestone, Südseite (1923)

Zero Milestone ist ein Monument in Washington, D.C., das als erster Meilenstein gedacht war, von dem aus alle Entfernungen amerikanischer Straßen gemessen werden sollten. Heutzutage werden nur die Straßen des Bereiches Washington, D.C. von hier aus berechnet. Das Denkmal steht südlich des Weißen Hauses am nördlichen Rand von The Ellipse, innerhalb des President’s Park. 

## Beschreibung

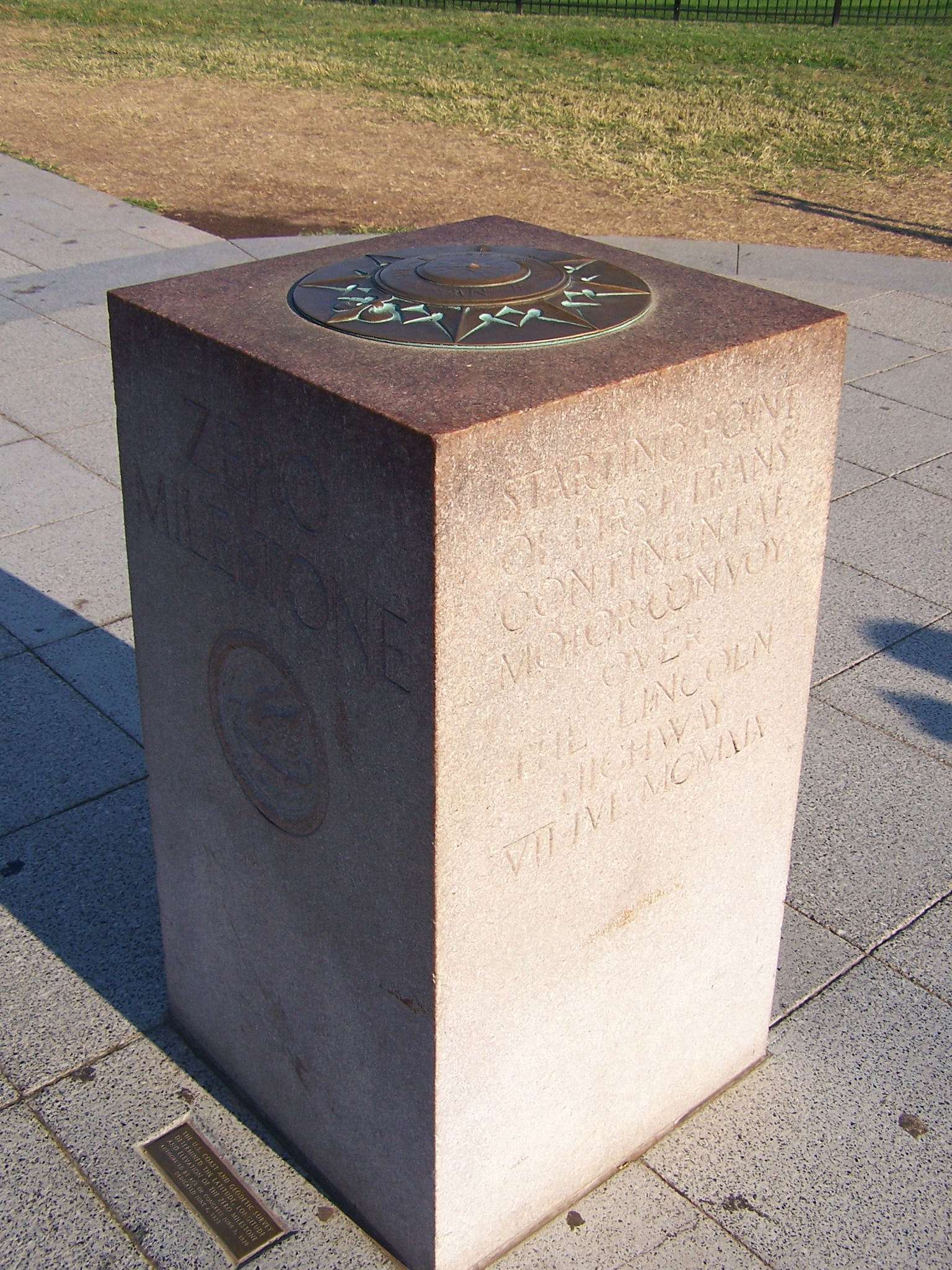
Zero Milestone, Westseite (rechts), oben die Windrose

Der von Horace W. Peaslee entworfenen Monolith hat eine Grundfläche von 0,4 m² und ist 1,2 Meter hoch. Er besteht aus präkambrischem Granit aus Milford, Massachusetts. Seine Farbe ist hellrosa bis grünlich grau mit schwarzen Biotitflecken.
Auf dem Meilenstein ist eine 16-blättrige Windrose als Bronzescheibe befestigt. Im Stil entspricht sie den Windrosen auf alten Portolankarten. In der Mitte der Windrose befindet sich ein sehr kleine Pyramide, deren Spitze als Messpunkt für die Landvermessung dient.
Das Monument hat folgende Gravuren auf den Seitenflächen:
- Nord: ZERO MILESTONE (0-Meilenstein)
- Ost: STARTING POINT OF SECOND TRANSCONTINENTAL MOTOR CONVOY OVER THE BANKHEAD HIGHWAY, JUNE 14, 1920 (Startpunkt des 2. motorisierten transkontinentalen Militärkonvois über den Bankhead Highway 14. Juni 1920)
- Süd: POINT FOR THE MEASUREMENT OF DISTANCES FROM WASHINGTON ON HIGHWAYS OF THE UNITED STATES (Ausgangspunkt zur Entfernungsmessung nach Washington auf den Highways der Vereinigten Staaten)
- West: STARTING POINT OF FIRST TRANSCONTINENTAL MOTOR CONVOY OVER THE LINCOLN HIGHWAY, JULY 7, 1919 (Startpunkt des 1. motorisierten transkontinentalen Militärkonvois über den Lincoln Highway 7. Juli 1919)

## Geschichte
In seinem Entwurf für Washington plante Pierre Charles L’Enfant eine Säule eine Meile östlich des Kapitols, von der alle Entfernungen zu Orten auf dem gesamten Kontinent gemessen werden. Stattdessen wurde 1804 der "Jefferson Stone" auf dem Längengrad des Weißen Hauses exakt westlich des Kapitols (119 m WNW von der Mitte des Washington Monuments) aufgestellt, um den Washington-Meridian (77° 02' 12.0") zu markieren.
Das aktuelle Zero Milestone Monument wurde am 7. Juni 1919 von dem Rechtsanwalt Dr. S. M. Johnson offiziell vorgeschlagen. Er wurde dabei von dem Goldenen Meilenstein im Forum Romanum im antiken Rom inspiriert. Am 7. Juli 1919 wurde ein provisorischer Meilenstein auf der Ellipse südlich des Weißen Hauses im Rahmen der Feier zum Start des ersten Militärkonvois nach San Francisco eingeweiht. Am 5. Juni 1920 ermächtigte der Kongress der Vereinigten Staaten den Kriegsminister zum Bau des Monuments, wobei der Entwurf durch die Kommission für Bildende Kunst freigegeben werden musste und den Behörden durch den Bau keine Kosten entstehen durften. Dr. Johnson kümmerte sich um die Einzelheiten und sammelte Spenden für die Planung und den Bau. Der endgültige Zero Milestone wurde mit einer Zeremonie am 4. Juni 1923 eingeweiht.